# Дитали
Дитали (итал. Ditali —  напёрстки ) — итальянские макаронные изделия, которые имеют форму маленьких коротких трубочек. Группа макаронных изделий «ditale» содержит три размера макаронных изделий: диталони (ditaloni), дитали (ditali), диталини (ditalini). Соответственно: большие «напёрстки», маленькие и очень маленькие. Также встречается название «tubettini». В некоторых районах Италии их также называют «салатными макаронами». Происходят из Кампании. Во время индустриальной эпохи в итальянской Апулии, увеличилось производство дитали и других коротких паст. В наше время это макароны массового производства. Являются популярными в Сицилии, Калабрии.

## Использование в блюдах
Диталини в основном используются в супах. Диталони и дитали больше по размеру и хорошо сочетаются в сливочных супах, в салатах, макаронных запеканках и с различными соусами из пасты, включая томаты, мясо и соусы из морепродуктов. Все три размера есть в двух версиях, рифлёные или гладкие. Макаронные изделия с желобками обычно подают с более густыми соусами, гладкие – в супах или с более легкими соусами.
Диталини часто используется в супах, таких как минестроне и других. 
 В неаполитанской кухне их часто используют для приготовления так называемых "сухих супов", таких как Паста с бобами. Считается, что это идеальная паста для использования в супах из-за их небольшого размера, способного «хорошо ложиться в ложку». Также используется в салатах с макаронами.